# Parafia Wniebowstąpienia Pańskiego w Facimiechu
Parafia Wniebowstąpienia Pańskiego w Facimiechu – rzymskokatolicka parafia znajdująca się w archidiecezji krakowskiej, w dekanacie Skawina, w Polsce.